# DJ Whoo Kid
DJ Whoo Kid, właściwie Yves Mondesire (ur. 12 grudnia 1975 w Nowym Jorku) – amerykański DJ. Znany ze współpracy z grupą muzyczną G-Unit. Wydał dotychczas 25 mixtape’ów, w których wspomogło go wielu artystów, takich, jak  50 Cent, G-Unit, Chamillionaire, Mobb Deep, Spider Loc i inni.

## Dyskografia

### 50 Cent
- 50 Cent Is the Future (2002)
- No Mercy, No Fear (2002)
- God’s Plan (2002)
- Automatic Gunfire (2002)
- BulletProof (2003)
- Curtis (Mixtape) (2007)
- Curtis Continues (2007)
- After Curtis (G-Unit Radio Special) (2007)
- Bulletproof The Mixtape (2007)
- War Angel LP (2009)
- Forever King (2009)

### Young Buck
- The Sopranos (2004)
- Welcome to the Hood (2004)
- Chronic 2006 (2006)
- Product of The South (POW Radio Vol. 6) (2007)

### Lloyd Banks
- Money In The Bank (2003)
- Mo Money In The Bank Part 2 (2003)
- Mo Money In The Bank Part 3 - Ca$hing In (2004)
- Mo Money In The Bank Part 4 - Gang Green Season (2006)
- Mo Money In The Bank Part 5 - The Final Chapter (2006)
- Top 5 And Better Series - Return Of The PLK (2008)
- Top 5 And Better Series - Halloween Havoc (2008)
- Top 5 And Better Series - The Cold Corner (2009)
- Top 5 And Better Series - Reborn (2009)
- Top 5 And Better Series - V5 (2009)

### Tony Yayo
- S.O.D. (2008)
- Black Friday (2008)
- Bloody Xmas (2008)
- Deeper Than Rap (2009)
- Swine Flu (2009)
- Swine Flu 2 (2009)
- Public Enemies (2009)

### Spider Loc
- Bangadoshish (L.A. Kings) (2006)
- G-Unit Radio Part. 18 (Rags 2 Riches) (2007)
- Connected 3 (2008)
- Connected 4 (2008)
- Connected 5 (2009)
- Connected 6 (2009)

### 40 Glocc
- Outspoken 3 (2008)
- I Am Legend (2008)
- Mo'Fro Presents... (2009)

### G-Unit

#### G-Unit Radio
- Smokin' Day 2 (G-Unit Radio Part 1) (2003)
- International Ballers (G-Unit Radio Part 2) (2003)
- Takin' It to the Streets (G-Unit Radio Part 3) (2003)
- No Peace Talks! (G-Unit Radio Part 4) (2003)
- All Eyez on Us (G-Unit Radio Part 5) (2004)
- Motion Picture Shit (G-Unit Radio Part 6) (2004)
- King of New York (G-Unit Radio Part 7) (2004)
- The Fifth Element (G-Unit Radio Part 8) (2004)
- G-Unit City (G-Unit Radio Part 9) (2005)
- 2050 Before the Massacre (G-Unit Radio Part 10) (2005)
- Raw-n-Uncut (G-Unit Radio Part 11) (2005)
- So Seductive (G-Unit Radio Part 12) (2005)
- The Return of the Mixtape Millionaire (G-Unit Radio Part 13) (2005)
- Back to Business (G-Unit Radio Part 14) (2005)
- Are You a Window Shopper? (G-Unit Radio Part 15) (2005)
- Crucified 4 da Hood (G-Unit Radio Part 16) (2006)
- Best in the Bizness (G-Unit Radio Part 17) (2006)
- Rags to Riches (G-Unit Radio Part 18) (2006)
- Rep Yo Click (G-Unit Radio Part 19) (2006)
- Best in the Bizness 2 (G-Unit Radio Part 20) (2006)
- Hate It or Love It (G-Unit Radio Part 21) (2006)
- Hip Hop Is Dead - Verse 2 (G-Unit Radio Part 22)  (2006)
- Finally off Papers (G-Unit Radio Part 23) (2007)
- The Clean Up Man (G-Unit Radio Part 24) (2007)
- Sabrinas Baby Boy (G-Unit Radio Part 25) (2007)
- Best Of G-Unit Radio (50 Cent Edition) (2007)
- Best Of G-Unit Radio (Lloyd Banks Edition) (2007)
- Best Of G-Unit Radio (Young Buck Edition) (2007)

#### This is 50
- Return of the Body Snatchers (This is 50 Volume 1) (2008)
- The Elephant in the Sand (This is 50 Volume 2)  (2008)
- Sincerely yours (This is 50 Volume 3) (2008)
- S.O.D. (This is 50 Volume 4) (2008)

#### G-Unit Radio West
- LA American Wasteland (G-Unit Radio West Volume 1) (2005)

### Mobb Deep
- The New Mobb Deep (2004)

### Mazaradi FOX
- Fresh Out da Body Shop (2007)

### Obie Trice
- Bar Shots (2006)
- The Most Under Rated (2007)

### Consequence
- Pow Mixtape Evolution feat. Cut Killer (2006)
- The Cons Volume 5: Refuse to Die (2007)

### Lil' Flip
- Houston Is Mine Pt. 2

### Lil' Kim
- Ms. G.O.A.T. (2007)
- Ms. G.O.A.T. 2 (2007)

### Chamillionaire
- The Truth (2005)

### Bishop Lamont
- The Confessional (2008)

### Nyce
- 38 In The Head (2008)

### Capone-n-Noreaga
- CNN Back on that Q.U.Shit (2008)

### Vlad „Haitian V” Calixte
- New Elevator Music (2008)

### Ca$his
- Homeland Security (2008)

### Jrocwell
- Most Anticipated Artist of 2009 (2009)

### Stretch and Live Squad
- The Best Of Stretch

### Max B
- Public Domain 3 (2008)

### Crooked I
- Da Block Obama (2008)

### B.G.
- Champion (2008)

### Doesya
- King Doesya (2008)

### NOE
- NOE Torious Kid (2008)

### The Notorious B.I.G.& Cookin Soul
- Night Of The Living Dead (2008)